# MasterChef Celebridades
MasterChef Celebridades será a versão com famosos do talent show brasileiro MasterChef Brasil, exibido pela Rede Bandeirantes, baseado no formato original exibido pela BBC no Reino Unido, com previsão de estreia para 18 de novembro de 2025.
O Brasil é o décimo país do mundo a produzir uma versão exclusivamente voltada a celebridades do MasterChef, depois de Austrália, Colômbia, Espanha, Índia, Irlanda, México, Portugal, Reino Unido e Romênia. Além disso, em solo brasileiro, o reality já chegou a ter famosos como participantes em 2020 e 2021 durante um especial de final de ano.

## Formato
O programa segue o mesmo padrão de outras vertentes, com cozinheiros individuais disputando o cobiçado troféu MasterChef em grandes disputas cronometradas, recebendo um avental com o seu nome. As competições incluem cozinhar um determinado prato com ingredientes sendo selecionados pelos jurados, que fazem toda a avaliação, podendo haver também provas em equipes. Os participantes (as vezes a equipe) cujo tiverem o melhor prato, sobem ao mezanino e escapam da prova de eliminação. Já os que tiverem o pior desempenho, recebem um avental preto e disputam a eliminação do programa, podendo ter ou não a ajuda dos cozinheiros no mezanino.

## Prêmio
A ser anunciado.

## Temporadas
| Temporada | Temporada                 | Finalistas  | Finalistas  | Finalistas | Finalistas | Outros participantes em ordem de eliminação | Outros participantes em ordem de eliminação | Total |
| Temporada | Temporada                 | Vencedor(a) | Vencedor(a) | 2.º lugar  | 2.º lugar  | Outros participantes em ordem de eliminação | Outros participantes em ordem de eliminação | Total |
| --------- | ------------------------- | ----------- | ----------- | ---------- | ---------- | ------------------------------------------- | ------------------------------------------- | ----- |
|           | MasterChef Celebridades 1 |             |             |            |            |                                             |                                             |       |